# Acquacotta

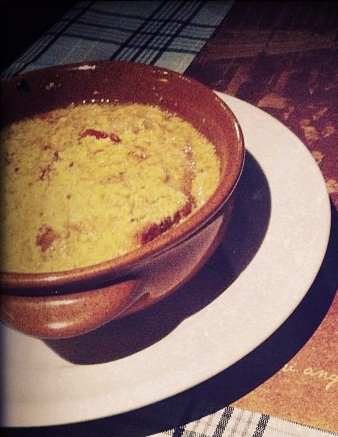
Acquacotta w restauracji w Mediolanie we Włoszech

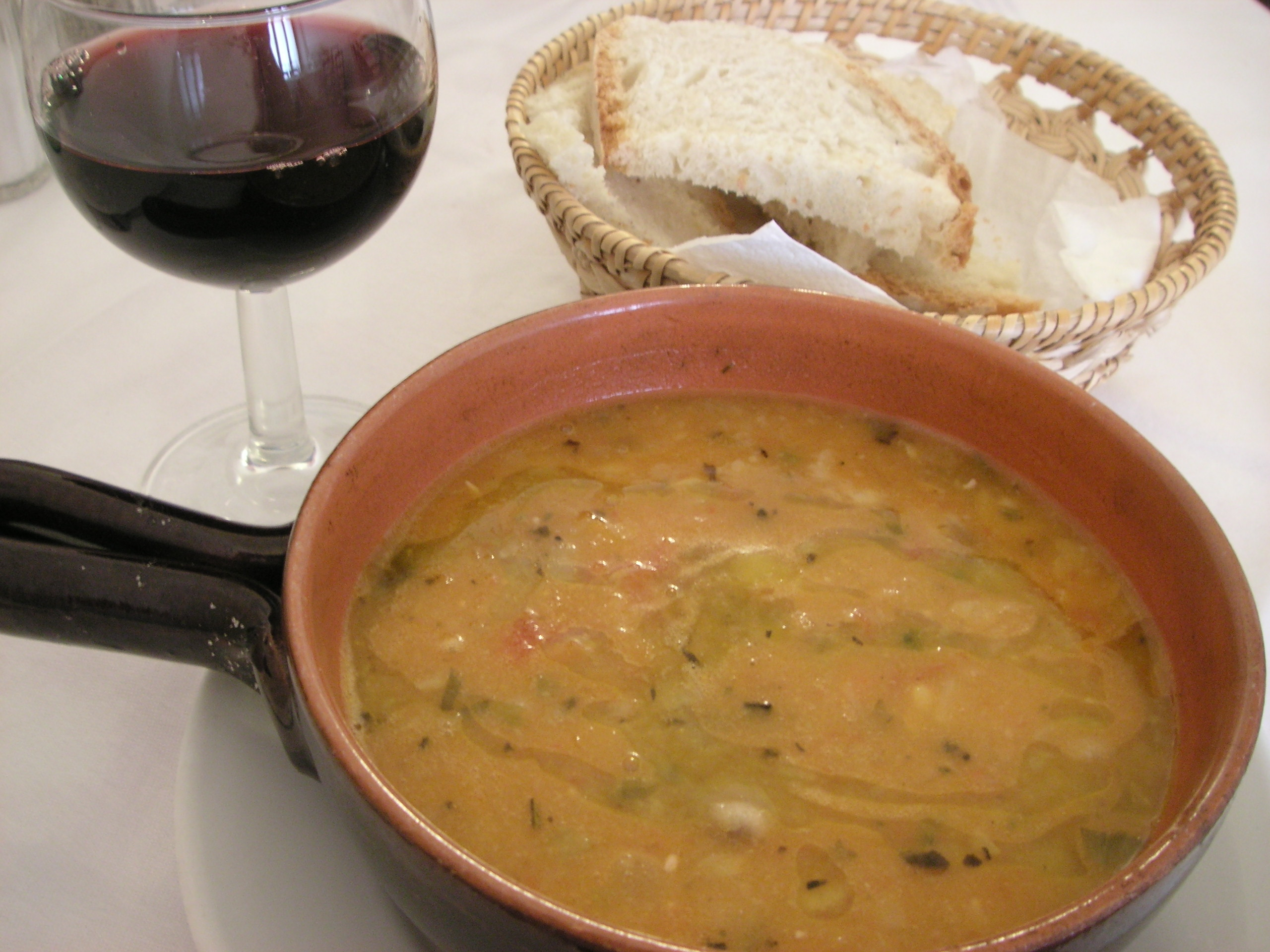
Zupa zrobiona z acquacotta, fasoli i minestrone

Acquacotta (wym. [ˌakkwaˈkɔtta]; z włoskiego „gotowana woda”) – gorąca włoska zupa chlebowa na bazie rosołu, która pierwotnie była jedzeniem chłopskim. Jego przygotowanie i konsumpcja sięgają starożytności i pochodzą z obszaru przybrzeżnego znanego jako Maremma w południowej Toskanii i północnym Lacjum. Danie zostało wynalezione po części aby uczynić stwardniały, czerstwy chleb jadalnym. W dzisiejszych czasach składniki zupy mogą się różnić. Odmiany dania to aquacotta con funghi i aquacotta con peperoni.

## Historia
Acquacotta to proste, tradycyjne danie pochodzące z nadmorskiego regionu Włoch znanego jako Maremma, który obejmuje południową część wybrzeża Toskanii i biegnie ku północnemu Lacjum. Słowo acquacotta oznacza w języku włoskim „gotowaną wodę”. Pierwotnie było to jedzenie chłopskie i zostało opisane jako starożytne danie, którego receptura częściowo pochodzi od ludzi żyjących w toskańskich lasach i pracujących przy wypalaniu węgla drzewnego, którzy byli zazwyczaj bardzo biedni, będąc „tradycyjnie wśród najbiedniejszych”. Również rolnicy i pasterze w regionie Maremma przygotowywali i zjadali acquacotta. W przeszłości zupa była czasem serwowana jako antipasto, pierwsze danie włoskiego posiłku. Do dziś pozostaje popularnym daniem w Maremmie i całych Włoszech.
Acquacotta została wynaleziona po części jako środek do uczynienia nieświeży stwardniały chleb jadalnym. Ludzie, którzy pracowali poza domem przez dłuższy czas, tacy jak drwale i pasterze, przynosili ze sobą chleb i inne produkty spożywcze (takie jak pancetta oraz suszony i solony dorsz), jako swoje pożywienie. Acquacotta była przygotowywana i używana do maczania w niej czerstwego chleba, dzięki czemu stawał się miękki.
Istnieje legenda o acquacotcie w relacji z koncepcją zupy z kamienia, która generalnie opiera się na historii biednego podróżnika, który przybył do wioski mając tylko kamień, ale przekonał wieśniaków, aby dodali składniki do jego zupy z kamienia, tworząc acquacottę; istnieją różne odmiany legendy.

### Składniki
Historycznie głównymi składnikami acquacotty była woda, czerstwy chleb, cebula, pomidor i oliwa wraz z różnymi warzywami i resztkami żywności, które mogły być dostępne. We wczesnych latach XIX wieku czasem zamiast pomidorów, które nie były powszechnym pożywieniem we Włoszech przed „ostatnimi dekadami XIX wieku”, używano tzw. agresto, soku pochodzącego z niedojrzałych winogron.

## W czasach współczesnych
Współcześnie do przyrządzania acquacotty można wykorzystywać czerstwy, świeży lub tostowy chleb, a zupa może zawierać dodatkowe składniki, takie jak rosół warzywny, jajka, sery typu parmezan i pecorino toscano, seler, czosnek, bazylię, fasolę, kapustę, jarmuż, sok z cytryny, sól, pieprz, ziemniaki i inne. Niektóre wersje mogą zawierać grzyby jadalne, takie jak borowiki, dzikie zioła oraz warzywa liściaste i zielone, takie jak rukola, endywia, mięta, boćwina, cykoria, ziele mniszka lekarskiego, rukiew wodna, waleriana i inne. Gdy warzywa się zagotują, wpływają na smak bulionu. Na wierzchu dania można umieścić jajko w koszulce. Współczesne wersje mogą być przygotowywane z wyprzedzeniem od kilku godzin do całego dnia, przechowywane w chłodnym miejscu lub w lodówce, a następnie ponownie podgrzane przed podaniem. Można ją również przechowywać zamrożoną.

## Odmiany
Acquacotta con funghi to odmiana zupy z aquacotty, w której głównym składnikiem są borowiki. Dodatkowe składniki to chleb, bulion lub woda, pasta pomidorowa, parmezan, jajka, kalaminta, dzika mięta, czosnek, oliwa, sól i pieprz. Można również dodać pietruszkę.
Acquacotta con peperoni to odmiana zupy aquacotta, która zawiera seler, czerwoną paprykę i czosnek.